# Peruphasma
Peruphasma is een geslacht van Phasmatodea uit de familie Pseudophasmatidae. De wetenschappelijke naam van dit geslacht is voor het eerst geldig gepubliceerd in 2002 door Conle & Hennemann.

## Soorten
Het geslacht Peruphasma omvat de volgende soorten:
- Peruphasma anakenum Conle & Hennemann, 2002
- Peruphasma flavomaculatum (Blanchard, 1843)
- Peruphasma marmoratum Murányi, 2007
- Peruphasma nigrum Conle & Hennemann, 2002
- Peruphasma pentlandi (Redtenbacher, 1906)
- Peruphasma schultei Conle & Hennemann, 2005
- Peruphasma transversatum (Caudell, 1913)
- Peruphasma unicolor (Redtenbacher, 1906)